# Ăn trầu

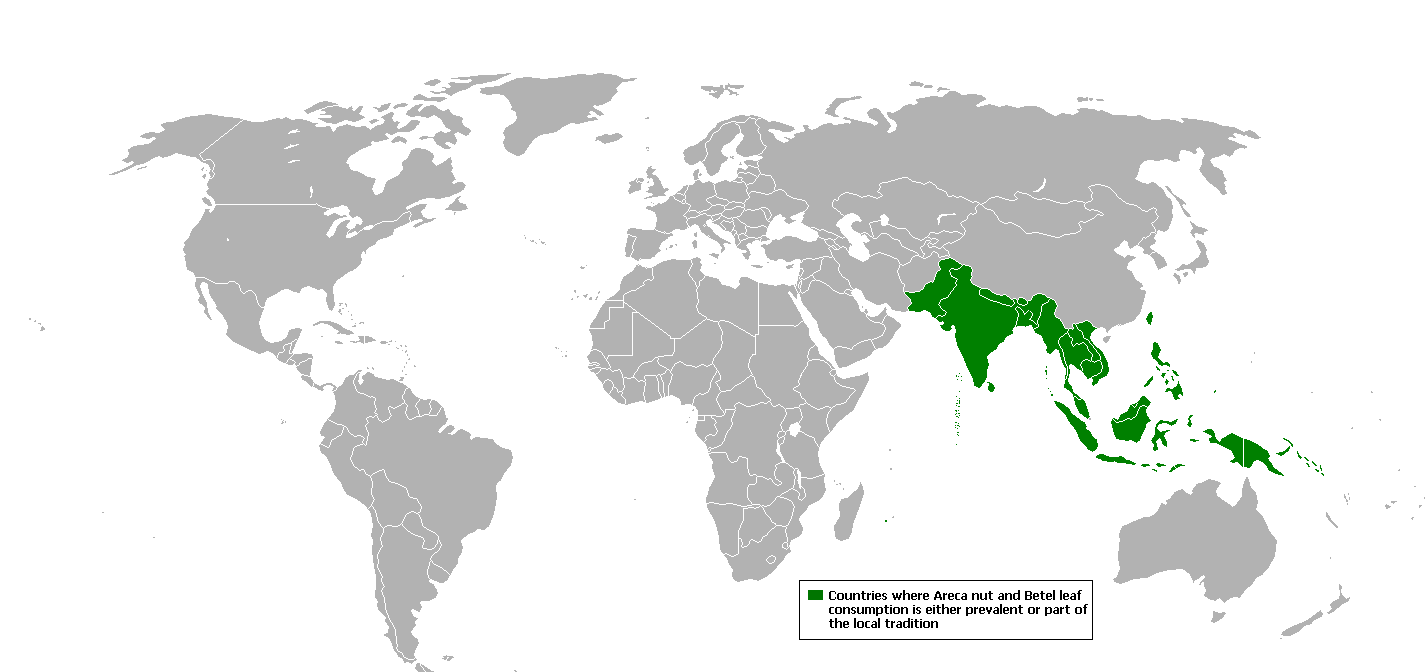
Các quốc gia có tục ăn trầu phổ biến

Ăn trầu là một tập tục phổ biến ở vùng nhiệt đới châu Á và châu Đại Dương, dùng hỗn hợp lá trầu không và cau.
Tục ăn trầu có công dụng làm thơm miệng và là nghi thức xã giao cùng lễ nghi ở Nam Á và Đông Nam Á.

## Biến thể
Tục ăn trầu có nhiều thể loại.

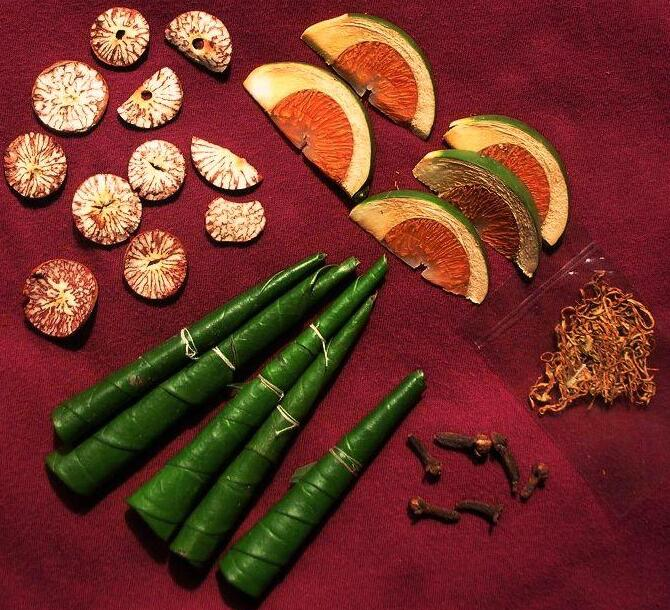
Vật liệu ăn trầu ở Ấn Độ gồm lá trầu không, cau khô (góc trên bên trái) cùng cau tươi (góc trên bên phải), đinh hương và thuốc lào (góc dưới bên phải).

Ở Việt Nam trầu có thể thêm vôi, vỏ chay, vỏ quạch, vỏ quế và thuốc lào. Các loại thực vật khác được dùng ăn kèm có vỏ trầm, rễ sen, vỏ khoai, vỏ đỏ. Lưu trữ ngày 19 tháng 2 năm 2008 tại Wayback Machine
Ở Miến Điện thì trầu ("kun-ya") có thêm đậu khấu, đinh hương và cau.
Ở Ấn Độ trầu gọi là "paan", thường có thuốc lào, cau vụn, gói trong lá trầu. Nhiều hương liệu khác cũng được dùng ăn kèm như bạch đậu khấu. Khi cầu kỳ thì bọc thêm miếng bạc lá. Loại ngọt, "meetha paan" thì thêm dừa, gia vị và cả mứt trái cây. Theo Ấn Độ giáo thì trầu cũng dùng làm lễ vật khi cúng thần ("puja") và cử hành hôn lễ. Miếng trầu ở Ấn Độ têm hình phễu nhọn mũi.
Ở Philippines, tục ăn trầu ("nga-nga") vẫn còn phổ thông trong giới cao niên.
Người Đài Loan là những người buôn bán và ăn trầu cau nổi tiếng thế giới, với khoảng 20% dân số ăn cau và hàng năm khoảng 3 tỷ USD được tiêu thụ. Hàng năm họ nhập khẩu rất nhiều cau từ Sumatra, Malacca, Thái Lan, Việt Nam.

## Hậu quả sức khỏe

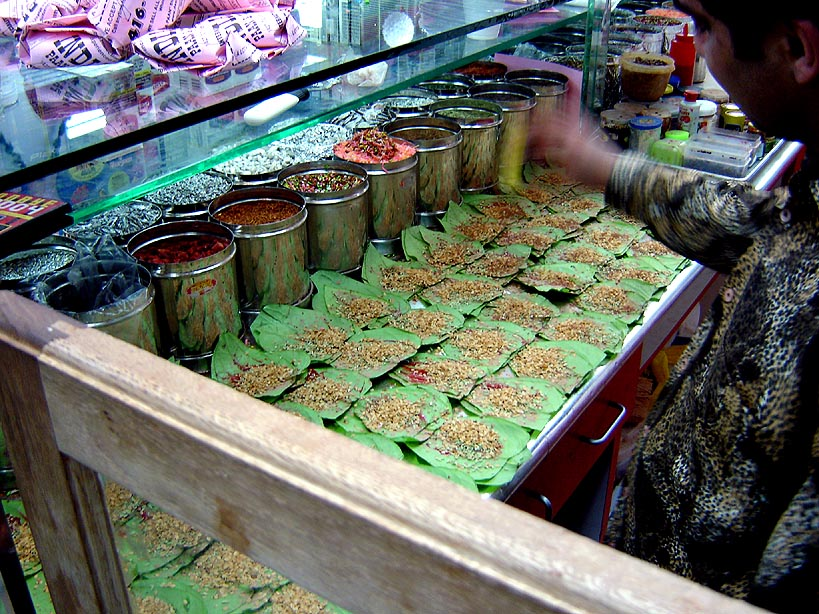
Hàng trầu ở Ấn Độ

Cơ quan Quốc tế Nghiên cứu Ung thư (International Agency for Research on Cancer/IARC) cho rằng việc ăn trầu có thể gây ung thư. Hóa chất chính là từ lá trầu làm tăng tỷ lệ ung thư miệng gấp 8,4 lần so với người không ăn trầu. Nếu ăn kèm với thuốc lào tỷ lệ tăng lên 9,9 lần.
Tuy nhiên, lá trầu cũng có các công dụng tốt. Theo kết quả phân tích thành phần hoạt chất trong lá trầu: có 85,4% nước, 3,1% protid, 0,8% chất béo và 6,1% đường. Ngoài ra lá trầu còn chứa nhiều calci, carotene, các vitamin gồm vitamin C, thiamin, riboflavin và niacin. Trong lá trầu còn chứa nhiều tannin, đường, ester và tinh dầu. Tinh dầu có mùi thơm, vị cay, màu vàng nhạt được gọi là chavicol, có tác dụng sát trùng mạnh đối với các loại vi trùng như tụ cầu khuẩn, liên cầu khuẩn, vi khuẩn subtilis và trực trùng coli nên được dùng làm thuốc chữa lỵ và sốt rét.

## Dụng cụ

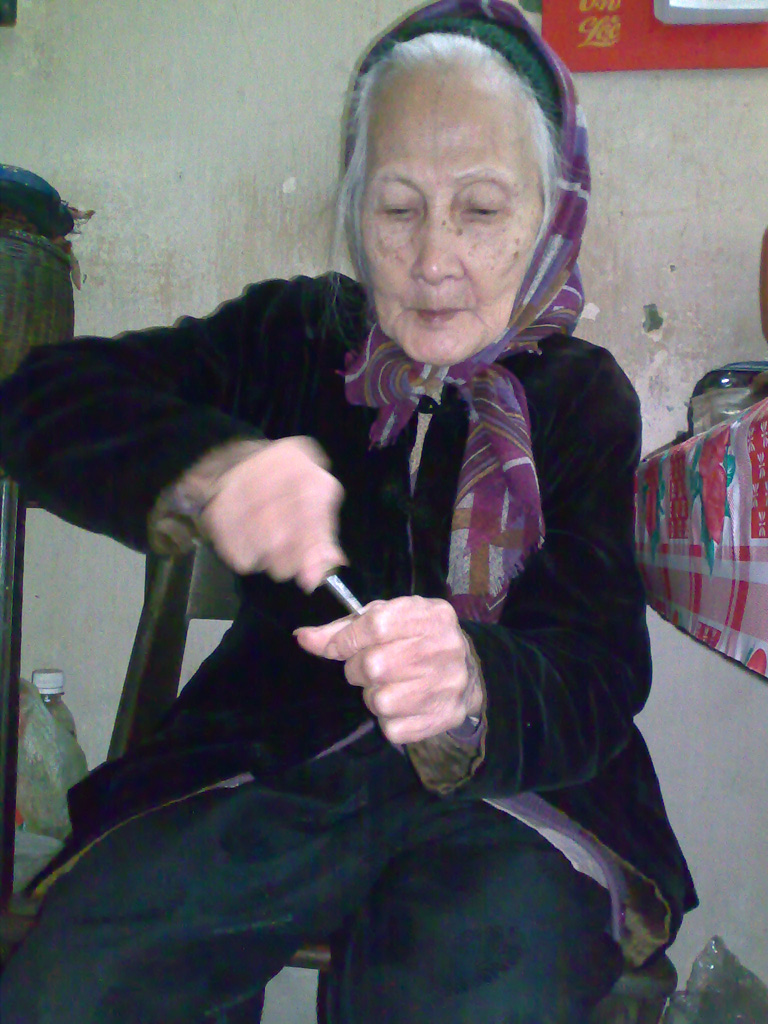
Một bà cụ giã trầu ăn

Vì vai trò văn hóa của tục ăn trầu, nhiều nền văn hóa có những dụng cụ đặc biệt gắn liền với tập tục này.
Ở Việt Nam dùng cơi trầu để cất giữ các vật liệu. Cơi thường làm bằng gỗ, phủ sơn, trông như một cái khay tròn có nắp đậy. Đám cưới ngày nay vẫn còn dùng cơi khi bày trầu cau làm sính lễ rước dâu. Có nơi dùng âu trầu (còn gọi là ô) làm bằng kim loại, dáng như một cái vại có chân. Ngoài ra còn có bình vôi đặt ở chỗ tiếp khách để người ăn trầu dùng khi têm trầu. Muốn lấy vôi ra thì dùng chìa vôi để quết. Khi cần một lượng vôi nhỏ để dễ mang đi thì người Việt dùng ống vôi. Bộ xà tích trong trang phục cổ truyền của người phụ nữ Miền Bắc đeo bên sườn thường có đính một ống vôi để tiện mang bên mình. Người già yếu răng không ăn trầu được thì có cối giã trầu bằng kim loại để nghiền nát miếng trầu cho dễ ăn. Tục ăn trầu cũng tạo ra bã trầu nên những nhà giàu có thường đặt ống nhổ ở chỗ tiếp khách đựng bã trầu. Những vật dụng này đến đầu thế kỷ 20 được coi là một bộ phận trong nghi vệ của một vị quan và những nhà quyền quý. Khi quan đi xa thì có những người bưng tráp, bình vôi, ống nhổ v.v.

## Trong văn hóa Việt Nam
Trong một ngôi mộ thuộc thời kỳ Đông Sơn khai quật ở núi Nấp, Thanh Hóa, nhà khảo cổ đã khảo sát mấy bộ răng 
có niên đại 1700 đến 3000 năm trước đây đã thấy chứng tích phẩm màu đỏ cùng những vết cọ xát qua kính hiển vi điện tử. Khi đem phân tích hóa chất thì thấy tương tự như hóa chất của cau nên có thể phỏng đoán là người cổ đại văn minh Đông Sơn đã có tục nhuộm răng ăn trầu.

### Sự tích trầu cau

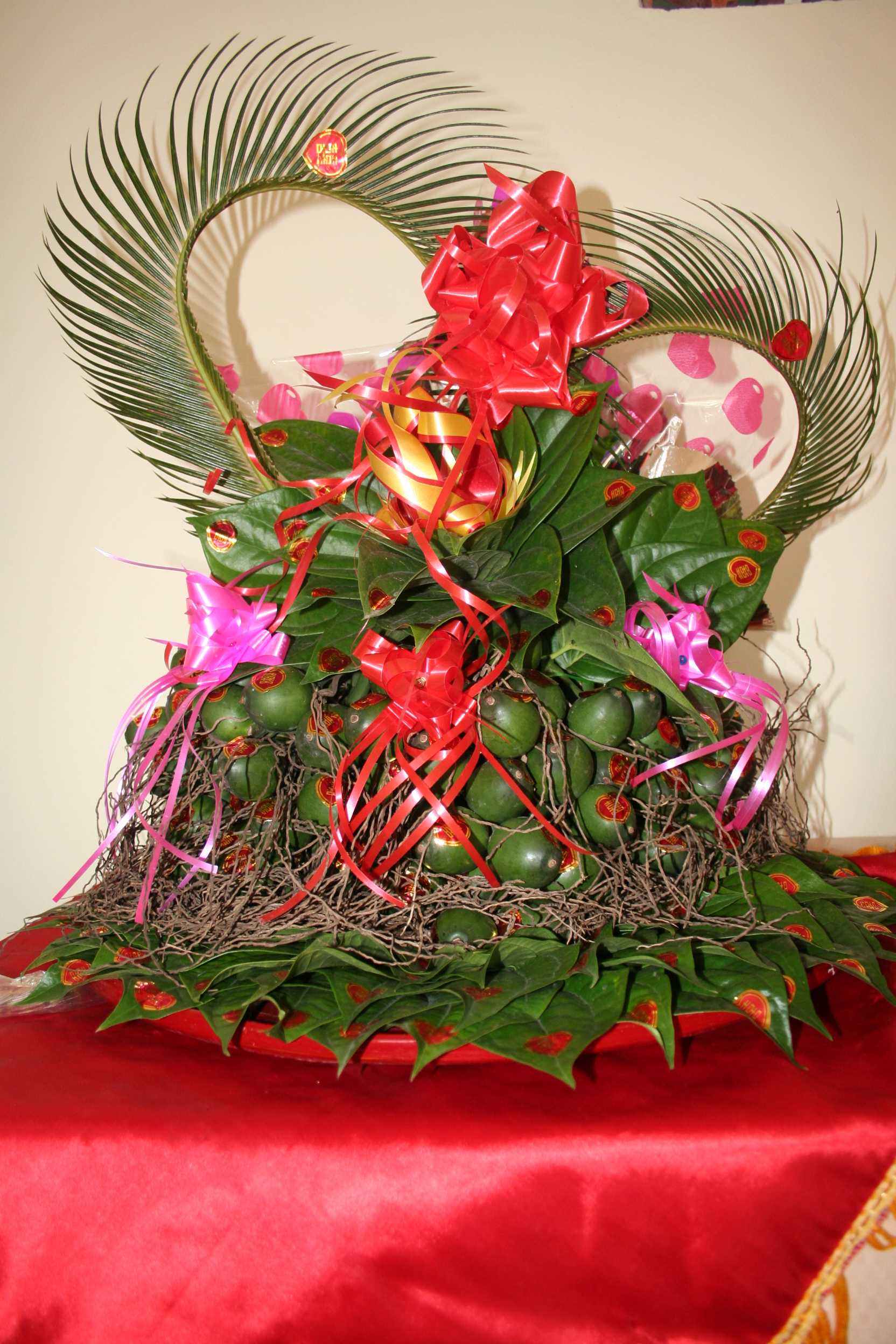
Mâm trầu cau trong lể cưới

Trong kho tàng truyện cổ tích Việt Nam, có Sự tích trầu cau. Câu chuyện này nhân cách hóa nguồn gốc của cây cau, cây trầu không và tảng đá vôi là những thứ được sử dụng để ăn trầu cũng như giải thích tục lệ sử dụng trầu cau trong các đám cưới.
Câu chuyện kể là vào đời vua Hùng Vương thứ tư có hai anh em Tân và Lang rất thương yêu nhau. Tân sau khi có vợ thì không còn chăm sóc đến em như trước nữa. Lang lấy làm buồn rầu và bỏ nhà ra đi. Tới bên bờ suối thì Lang mệt quá, gục xuống chết và hóa thành tảng đá vôi. Tân, không thấy em về, vì thương em nên quyết đi tìm. Đi đến bờ suối thì Tân mệt lả và chết, biến thành cây cau bên tảng đá vôi. Vợ Tân không thấy chồng cũng bỏ đi tìm. Nàng tìm đến bờ suối, ngồi dựa vào thân cau mà chết, biến thành dây trầu không. Trầu, cau và vôi khi quyện lại với nhau tạo ra sắc đỏ như máu nên sau có vua Hùng Vương đi tuần qua đó, nghe thấy câu chuyện trên mà dạy cho dân Việt hãy dùng ba thứ vôi, cau và trầu làm biểu tượng tình nghĩa thắm thiết anh em, vợ chồng.
Cho đến ngày nay, trầu cau vẫn là thứ không thể thiếu việc giao hiếu, kết thân và cưới hỏi của người Việt.

### Vị trí trong văn hóa Việt

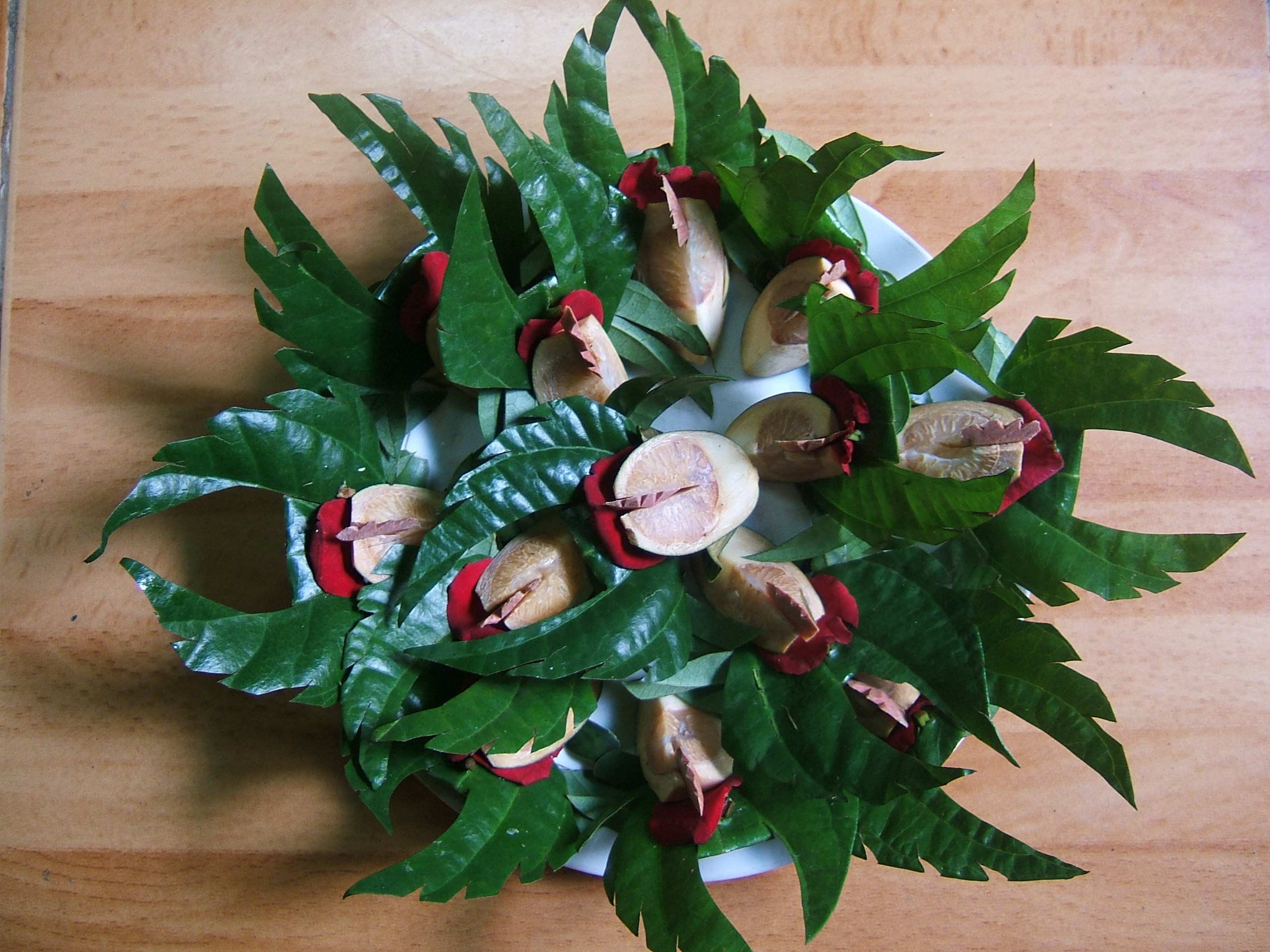
Một đĩa trầu têm cánh phượng

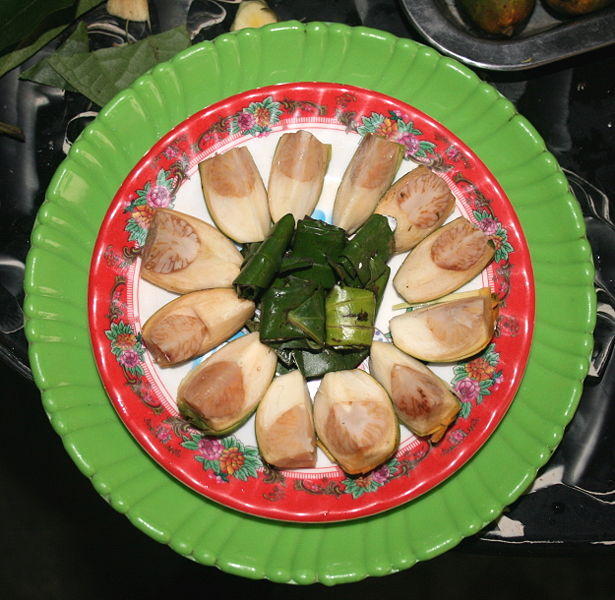
Một đĩa cau trầu đã têm

Trầu cau là những thứ ngày xưa không thể thiếu trong các dịp xã giao hay lễ hội của người Việt. Tuy rằng ngày nay các phong tục tập quán này mất đi khá nhiều nhưng nó vẫn còn mang ý nghĩa sâu đậm trong văn hóa và văn chương Việt Nam.
Ngoài truyện cổ tích Trầu Cau, sau đây là một số thí dụ tiêu biểu:
- Thương nhau cau sáu bổ ba,
Ghét nhau cau sáu bổ ra làm mười.
—Ca dao
- Quả cau nho nhỏ,
Cái vỏ vân vân.
Nay anh học gần,
Mai anh học xa
Lấy chồng từ thuở mười ba,
Đến năm mười tám thiếp đà năm con.
Ra đường thiếp hãy còn son,
Về nhà thiếp đã năm con cùng chàng.
—Ca dao
- Miếng trầu là đầu câu chuyện ý nói tục ăn trầu là bước đầu xã giao
- Bỏ thuốc tậu trâu; bỏ trầu tậu ruộng.
- Miếng trầu là đầu thuốc câm. ý nói ăn trầu của nhau thì phải nhờ lời giao ước kể cả việc giữ kín chuyện
--Tục ngữ
- Mời Trầu
Quả cau nho nhỏ, miếng trầu ôi,
Này của Xuân Hương đã quệt rồi.
Có phải duyên nhau thì thắm lại,
Đừng xanh như lá bạc như vôi.
—Thơ của Nữ sĩ Hồ Xuân Hương

Tục nhuộm răng đen cũng có liên hệ với tục ăn trầu tuy hai tập tục này là hai khía cạnh khác nhau. Một mang hình thức xã giao và lễ nghi, một là cách trang sức nhưng cả hai bổ sung cho nhau.

## Cách ăn

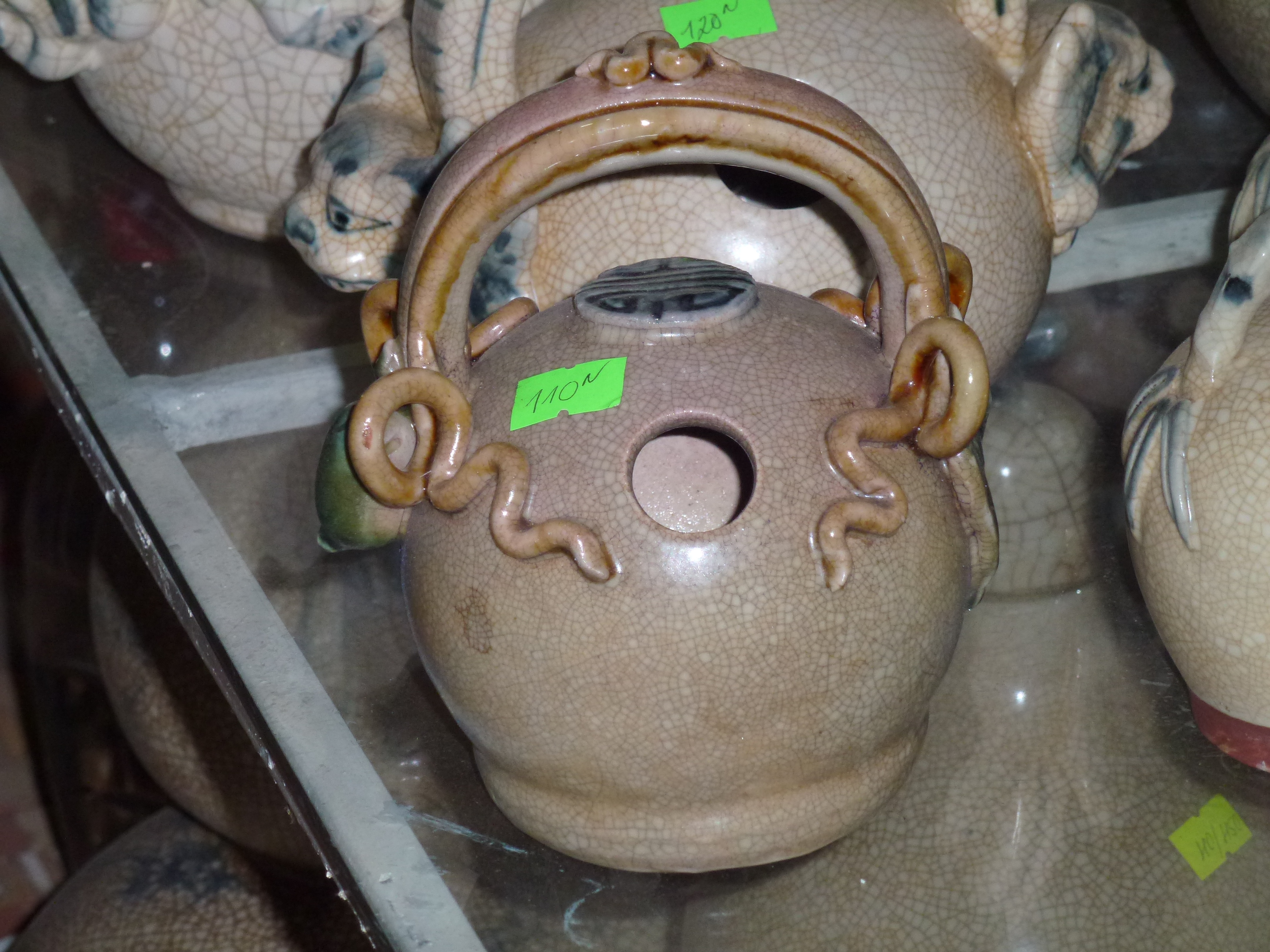
Bình đựng vôi ăn trầu bằng gốm Bát Tràng

Dùng từ 1 hoặc 2 lá trầu, quét một ít vôi (loại vôi nhão, màu trắng hoặc màu hồng, có thể mua ở nơi bán trầu cau) vào một quả cau bổ ra làm sáu miếng nhỏ, những lúc cau hiếm có thể bổ cau làm tám. Cau tươi hoặc cau khô đều đắc dụng. Nếu cau khô thì phải ngâm nước trước khi ăn khoảng 20 phút cho mềm. Hỗn hợp trầu, cau, vôi đem cho vào miệng nhai nát. Với những người lớn tuổi, răng yếu thì cho vào ống ngoái tức ống giã trầu. Dụng cụ này có hình dáng, kích thước tương tự như cái chung uống rượu, được làm bằng đồng hoặc bằng sứ. (Thời chiến tranh, người ta thường làm ống ngoái bằng vỏ đạn đồng bằng cách cưa vỏ đạn 12,7 mm,lấy phần dưới của vỏ đạn, chiều cao khoảng 70 mm). Dùng một que bằng kim loại (gọi là cây ngoái trầu) nghiền nhỏ trầu cau ra, sau đó lùa hỗn hợp này vào miệng để nhai.
Nhai như thế, hương vị của trầu-cau-vôi sẽ làm cho người nhai trầu có cảm giác cay cay, hơi say. Khi nhai, nước bọt tiết ra hòa vào hỗn hợp trầu-cau-vôi, người nhai thường nhổ ra. Dung dịch này có màu hồng, gọi là cổ trầu. Khi nhai khoảng 30-60 phút hoặc lâu hơn nữa (tùy thói quen từng người) người nhai sẽ nhả bỏ những gì còn lại, phần này gọi là xác trầu hoặc bã trầu. Trong lúc nhai trầu, để tẩy cổ trầu và xác trầu bám vào răng, người ta có thể dùng một nhúm nhỏ thuốc lào hay thuốc lá loại thường (được gọi là thuốc xỉa) để chà răng. Động tác này gọi là xỉa thuốc. Nhúm thuốc xỉa này được ngậm bằng môi trên ở một phía của miệng để xỉa thường xuyên trong lúc nhai trầu, đến khi nào nhả bỏ bã trầu thì sẽ bỏ luôn nhúm thuốc xỉa này. Sau đó súc miệng bằng nước lã, đó là lý do những khi giỗ kỵ, ta thường thấy trên bàn cúng thường có thêm ly nước lã, gọi là "nước súc miệng", dành cho hương hồn của quý bà ăn trầu.
Nhai trầu là một thói quen của một số phụ nữ Việt Nam, thường là những người ở độ tuổi trung niên trở lên. Nó giống như thói quen hút thuốc ở nam giới. Ngoài ra, ăn trầu còn thể hiện nét văn hóa giao tiếp ở nông thôn. Các bà khi gặp nhau thì việc đầu tiên là mời nhau miếng trầu, sau đó mới hàn huyên, đàm đạo.